# Yarmukian
Het Yarmukian, ook Yarmoukian of Jarmukcultuur, is een archeologische cultuur van het neolithicum in de prehistorische Levant, gedateerd in het 7e tot 4e millennium v.Chr. Het was de eerste cultuur  in Palestina die aardewerk produceerde, en een van de eerste aardewerkculturen in de Levant als geheel. Het verving het Tahunian en werd opgevolgd door het Ghassulian. 
De naam is afgeleid van de rivier Jarmuk, die stroomt nabij de typesite Shaʽar HaGolan, een kibboets aan de voet van de Golanhoogten.

## Shaʽar HaGolan
De eerste Yarmukian-site werd in de jaren dertig in Megiddo opgegraven, maar werd door de onderzoekers nog niet herkend als  behorende tot een voorheen onbekende neolithische cultuur. In 1949 identificeerde professor Moshe Stekelis in Shaʽar HaGolan voor het eerst het Yarmukian als een cultuur van het keramisch neolithicum in delen van Israël en Jordanië. De site, daterend uit ongeveer 6400-6000 v.Chr., bevond zich in het centrale deel van de Jordaanvallei, aan de noordelijke oever van de Jarmuk. De oppervlakte besloeg ongeveer 20 hectare, waarmee het op dat moment een van de grootste bekende nederzettingen ter wereld was. Hoewel daarna nog andere sites van de Jarmukcultuur werden ontdekt, was Sha'ar HaGolan de grootste en waarschijnlijk het centrum van deze cultuur.
De site werd opgegraven door twee teams van archeologen van de Hebreeuwse Universiteit van Jeruzalem: een onder leiding van Moshe Stekelis (1949-1952) en de andere onder leiding van Yosef Garfinkel (1989-1990, 1996-2004). Hoewel er bij de eerste opgravingen geen gebouwen werden gevonden, onthulde een tweede opgraving een groot huis met een erf van ongeveer 250-700 m² (afhankelijk van de criteria voor de beoordeling van het gebied). Monumentale bouwwerken van deze omvang zijn elders uit die tijd onbekend. De huizen bestonden uit een centrale binnenplaats met daaromheen enkele kleine kamertjes.
Tussen de huizen liepen straten, wat duidt op een ontwikkelde planning van de nederzetting. Tijdens de opgravingen werd een centrale straat van ongeveer 3 meter breed gevonden, geplaveid met kiezelstenen vastgezet met klei, en een smal kronkelend steegje van 1 meter breed. Dit zijn de vroegste straten die in Israël zijn ontdekt en enkele van de vroegste door mensen gemaakte straten. Een put van 4,15 m diep die tot het lokale grondwater was gegraven, duidt op kennis van de basisprincipes van hydraulica.

## Vondsten
Bij de opgravingen werden meerdere van elders afkomstige voorwerpen gevonden, onder meer schelpen uit de Middellandse Zee, vaatwerk van gepolijst steen (albast of marmer) en obsidiaanbladen uit Anatolië, afkomstig uit gebieden meer dan 700 km verderop.

### Aardewerk
De belangrijkste technologische innovatie in Shaʽar HaGolan was de productie van keramiek. Dit verschijnt hier voor het eerst in de geschiedenis van Palestina en betekent het begin van het keramisch neolithicum hier. Keramisch vaatwerk is er in verschillende vormen en maten en werd voor verschillende huishoudelijke doeleinden gebruikt. Cilindrische voorwerpen uit steen en aardewerk die bij Shaʽar HaGolan zijn gevonden, zijn mogelijk de oudste aanstekers.

### Kunst
In Shaʽar HaGolan zijn ongeveer 300 kunstvoorwerpen gevonden. In een van de huizen werden ongeveer 70 beeldjes gevonden, meestal antropomorf, gemaakt van kiezelstenen of gebrande klei. In geen enkel ander huis uit de neolithische periode werden zoveel prehistorische beeldjes gevonden. De overgrote meerderheid van de beeldjes beelden vrouwen af. De aardewerken beeldjes hebben opgezwollen details en over het algemeen een extravagante uitstraling, terwijl de kiezelbeeldjes min of meer abstract en minimalistisch zijn.

## Gerelateerde archeologische vindplaatsen
Buiten Shaʽar HaGolan zijn er voorwerpen van een Yarmuk-type gevonden op 20 andere locaties in Israël, Jordanië en Libanon. Belangrijke vindplaatsen zijn Tel Megiddo (Israël), 'Ain Ghazal (Jordanië), Munhata (Israël), Tel Kishion (Israël), Hamadia (Israël), 'Ain Rahub (Jordanië), en Abu Tawwab (Jordanië).
Hoewel het eigenlijke Yarmukian slechts kleine gebieden in het noorden van Israël en het noorden van Jordanië besloeg, is er ook elders in de regio jarmuk-aardewerk gevonden, inclusief de opgravingen van de Habashan-straat in Tel Aviv en verder naar het noorden in Byblos.
De cultuur was van invloed op het ontstaan van verafgelegen culturen als de Fajoemcultuur in Egypte en de Hassunacultuur van Noord-Irak.